# Estació d'Alacant Terminal
Alacant Terminal és l'estació de ferrocarril d'Alacant. Per la seua qualitat d'estació terminal, qualsevol tren que arribi a l'estació ha d'invertir la marxa per continuar el seu recorregut.

## Història
L'arribada del ferrocarril a Alacant s'origina en els desitjos de connectar Madrid amb Alacant agafant de punt de partença el recorregut Madrid-Aranjuez i la seua prolongació fins Albacete via Alcázar de San Juan per part de la Companyia dels Camins de Ferro de Madrid a Aranjuez que tenia a José de Salamanca com el seu principal impulsor. L'1 de juliol de 1856 José de Salamanca, amb una aliança amb la família Rothschild i amb la companyia du Chemin de Fer du Grand Central, van obtindre la concessió de la línia Madrid-Zaragoza que, amb la concessió entre Madrid i Alacant, faria néixer la MZA, encarregada d'inaugurar l'estació el 26 de maig de 1858 con l'obertura del tram Almansa-Alacant. El viatge inaugural va ser presidit por Isabel II. Malgrat això, i segons es registra en els documents oficials de la companyia i en les Memòries de les obres públiques, la posada efectiva en servici es va realitzar un poc abans, el 15 de març de 1858.
La construcció de l'estació va ser encargada per MZA a diversos enginyers francesos, enginyers entre els quals es trobava M. Julien. Això va suposar descartar un projecte anterior jutjat insuficient pel tràfic previst. Amb ordres del Ministeri de la Guerra, també es va descartar situar l'estació junt al port movent-la a la porta de Sant Francesc. L'edifici que finalment es va construir va donar la ciutat una de les majors estacions d'Espanya de l'època. Estava formada per dos cossos paral·lels a les vies, de planta baixa, entre els que es van situar l'accés principal al recinte, amb escalinata prèvia i galeria de columnes dòriques amb entablament i frontó com a principals elements decoratius. El conjunt es va recobrir amb una ampla marquesina metàl·lica de dos vessants tipus Polonceau fabricada per Scheneider y Cía de Le Creusot. Aquesta marquesina es conserva en l'actualitat sense gaire canvis substancials.
Entre 1967 i 1968, RENFE, qui gestionava l'estació des de 1941, va decidir reformar la façana principal amb el propòsit de modernitzar-la. S'hi retiraren les columnes, esborrant gran part de l'estil neoclàssic que desprenia l'edifici, substituint-les per un cos central que servia de nou accés al recinte.
El servei d'alta velocitat AVE a l'estació Alacant-Terminal es va inaugurar el 18 de juny de 2013.

## Serveis Ferroviaris

### Rodalies i Mitjana Distància de Renfe
L'estació és capçalera les línies C-1 i C-3 de la xarxa de rodalies Alacant-Múrcia que es dirigeixen a Múrcia i Elx (la C-1) i a Sant Vicent del Raspeig (la C-3).
| Procedència/Destinació             | <        | Línia | >                     | Procedència/Destinació                           |
| ---------------------------------- | -------- | ----- | --------------------- | ------------------------------------------------ |
| Rodalies Alacant - Múrcia de Renfe |          |       |                       |                                                  |
| terminal                           | terminal | C-1   | Sant Gabriel          | Múrcia del Carme                                 |
| terminal                           | terminal | C-3   | Universitat d'Alacant | Sant Vicent                                      |
| Mitjana Distància de Renfe         |          |       |                       |                                                  |
| terminal                           | terminal | L-2   | Elda - Petrer         | Albacete Alcázar de San Juan Ciudad Real-Central |
| terminal                           | terminal |       | Universitat d'Alacant | Villena                                          |

### Llarga Distància de Renfe

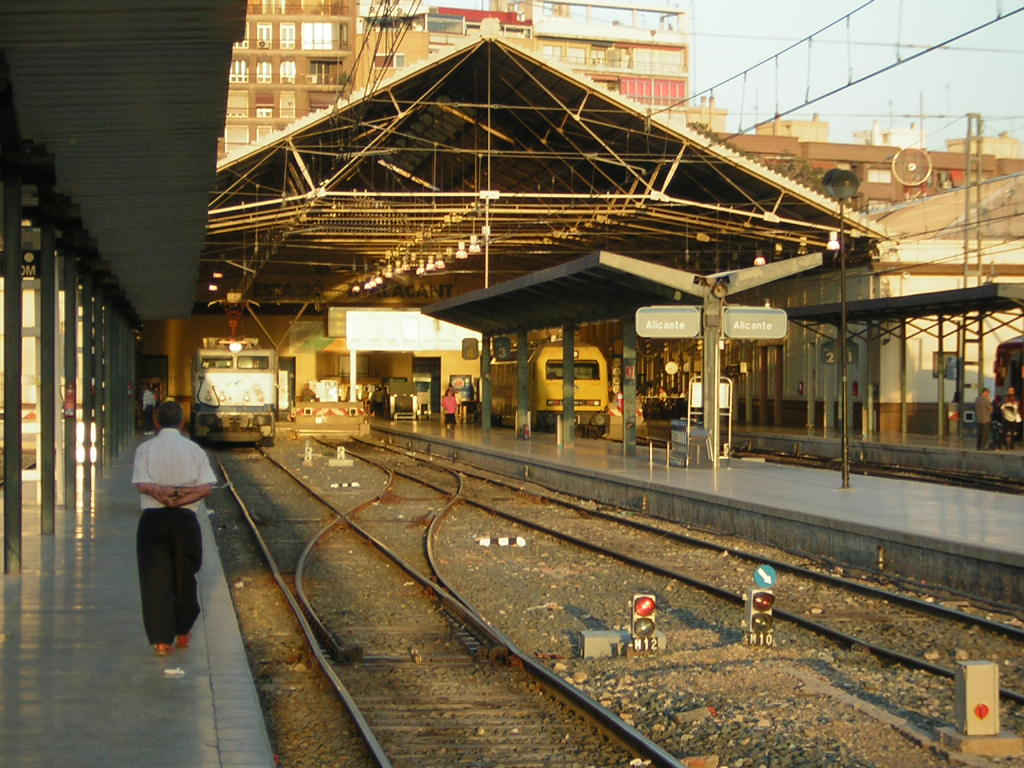
Estació d'Alacant Terminal l'any 2005, abans de les obres de soterrament.

| Tipus de tren      | <<                      | >>                    | Parades intermèdies | Observacions                       |
| ------------------ | ----------------------- | --------------------- | --- | ---------------------------------- |
| AVE                | Madrid-Puerta de Atocha | Alacant- Terminal     | Villena AV · Albacete · Conca - Fernando Zobel | 8 trens diaris                     |
| Alvia              | Gijón                   | Alacant- Terminal     | Elda-Petrer · Albacete · Conca-Fernado Zobel · Madrid-Puerta de Atocha · Madrid-Chamartín · Segòvia-Guiomar · Valladolid-Campo Grande · Palència · Sahagun · Lleó · Oviedo | 1 tren diari per sentir            |
| Alvia              | Alacant - Terminal      | Santander             | Villena AV • Albacete • Conca - Fernando Zobel • Madrid-Puerta de Atocha• Madrid-Chamartín • Segòvia-Guiomar • Valladolid-Campo Grande • Palència • Torrelavega | 1 tren diari per sentir            |
| Euromed            | Barcelona-Sants         | Alacant- Terminal     | Camp de Tarragona · Castelló · València-Joaquim Sorolla |                                    |
| Euromed            | Figueres                | Alacant- Terminal     | Girona · Barcelona-Sants · Camp de Tarragona · Castelló · València-Joaquim Sorolla |                                    |
| Intercity          | Barcelona-Sants         | Lorca - Sutellana     | Tarragona · Cambrils · L'Aldea-Amposta-Tortosa · Vinaròs · Benicarló · Benicàssim · Castelló · València-Nord · Xàtiva · Villena · Elda - Petrer · Alacant - Terminal · Elx-Parc · Oriola · Múrcia · Alhama de Múrcia · Totana | 1 tren diari per a cada capçalera. |
| Talgo Mare Nostrum | Cartagena               | Montpeller Saint Roch | Torrepacheco · Balsicas-Mar Menor · Múrcia del Carmen · Oriola · Elx-Parc · Elda-Petrer · Villena · Xàtiva · València-Nord · Castelló · Benicàssim · Benicarló-Peníscola · Vinaròs · L'Aldea-Amposta-Tortosa · Cambrils · Salou · Tarragona · Barcelona-Sants · Girona · Figueres · Portbou · Cervera de la Marenda · Perpinyà · Narbona · Besiers | Canvi d'ample a Portbou            |
| Talgo              | Barcelona-Sants         | Llorca-Sutullena      | Tarragona · Salou · L'Aldea-Amposta-Tortosa · Vinaròs · Benicarló-Peníscola · Benicàssim · Castelló · València-Nord · Xàtiva · Villena · Elda-Petrer · Elx-Parc · Múrcia del Carmen · Oriola· Alhama de Múrcia · Totana | 1 tren al dia                      |
| Talgo              | Barcelona-Sants         | Múrcia del Carmen     | Tarragona · Salou · Cambrils · L'Aldea-Amposta-Tortosa · Vinaròs · Benicarló-Peníscola · Orpesa · Benicàssim · Castelló · Sagunt · València-Nord · Xàtiva · Villena · Elda-Petrer · Elx-Parc · Oriola | 1 tren al dia                      |